# Hostel (film, 2005)
Pour les articles homonymes, voir Hostel.
Série Hostel
Hostel, chapitre II
(2007)
Pour plus de détails, voir Fiche technique et Distribution.
Hostel ou L'Auberge au Québec est un film d'horreur américain écrit et réalisé par Eli Roth, sorti en 2006. Il s'agit du premier film de la série de films Hostel.

## Synopsis
Josh et Paxton, deux étudiants américains, visitent plusieurs pays européens et rencontrent en voyage Óli, un Islandais avec qui ils continuent leur périple hédoniste. Aux Pays-Bas, Alex, un jeune homme d'origine slovaque, leur indique qu'il y a beaucoup de « filles faciles » en Slovaquie. Ni une ni deux, ils prennent le train en direction de l'Europe centrale. Sur place, ils s'aperçoivent rapidement que l'homme ne leur a pas menti et passent les premiers jours à faire la fête avec Natalya et Svetlana, deux filles slovaques pleines d'entrain ainsi que la jeune hôtesse qui les a accueillis.
Mais Óli disparaît mystérieusement, suivi de Josh. Après s'être lancé à la recherche de ce dernier, Paxton se fait piéger à son tour, par des Slovaques dont les trois filles sont les complices. Il s'aperçoit que ses amis ont été torturés à mort et lui-même subit la même chose. Cependant, il parvient à échapper à son tortionnaire et le tue. Alors qu'il tente de quitter les lieux, il comprend qu'il est tombé aux mains de « Elite Hunting », un groupe criminel qui kidnappe des personnes pour ensuite les livrer à de riches hommes d'affaires qui payent pour les torturer et les tuer. En entendant Kana, une jeune fille japonaise qu'il a connue à l'auberge de jeunesse, crier à l'aide, il parvient à la sauver mais la retrouve avec la moitié du visage ensanglanté et l'oeil droit sur le point de tomber. Ne sachant quoi faire, il le lui sectionne avec une pince coupante et quitte les lieux avec elle en voiture avec les hommes d'Elite Hunting à leurs trousses.
En pleine poursuite, Paxton retrouve Natalya et Svetlana, et découvre qu'Alex est également complice. Il leur fonce dessus avec la voiture, tuant Alex et Svetlana. Si Natalya resta consciente malgré ses blessures, elle meurt rapidement écrasée par la voiture des hommes d'Elite Hunting. Toujours en pleine poursuite, Paxton se retrouve coincé face de jeunes enfants tziganes et délinquants qu'il avait rencontrés auparavant mais parvient à les convaincre de le laisser passer en leur donnant un sac de bonbons. Lorsque les hommes d'Elite Hunting réapparaissent, les enfants leurs lancent des pierres et les tabassent à coups de bâton et les tuent.
Bloqués sur une route par un contrôle policier, Paxton et Kana quittent la voiture et continuent leur cavale à pieds jusqu'à la gare. Mais certains hommes de Elite Hunting les attendent sur le quai. Après avoir découvert dans un miroir son visage totalement dévasté, Kana se suicide en se jetant sous un train. Le tumulte qui en découle permet à Paxton de monter dans le train sans se faire repérer. Il entend alors la voix d'un homme qu'il a rencontré lors de son voyage en train et qui est responsable de la mort de Josh. Dans les toilettes de la gare, Paxton lui sectionne les doigts et lui tranche la gorge, le laissant se vider de son sang puis repart en train.
Fin alternative
Dans la version Director's Cut du film, Paxton suit l'homme d’affaires néerlandais accompagné de sa fille, Saskia, âgée de six ans, dans les toilettes de la gare. Inquiet de ne pas voir celle-ci revenir des toilettes, l'homme d’affaires néerlandais entre dans les toilettes des femmes, seulement pour y trouver l'ours en peluche de sa fille. Apeuré, il fouille frénétiquement la foule à la recherche de sa fille disparue, en interrogeant des passants et en appelant sa fille par son nom. Paxton est ensuite vu à bord du train en mouvement avec la fille de l’homme d’affaires néerlandais, qu’il a enlevée pour se venger de son tortionnaire. Alors que la fille de l'homme d'affaires néerlandais appelle à l'aide, Paxton la bâillonne en lui mettant la main droite sur sa bouche. Un écran noir avec le titre du film apparaît, suivi du générique de fin.

## Fiche technique
- Titre : Hostel
- Titre québécois : L'Auberge
- Réalisation : Eli Roth
- Scénario : Eli Roth
- Production : Chris Briggs, Mike Fleiss, Eli Roth, Daniel S. Frisch, Philip Waley, Scott Spiegel, Quentin Tarantino et Boaz Yakin
- Budget : 4.5 millions de dollars (4 000 000 €)
- Musique : Nathan Barr
- Photographie : Milan Chadima et Shane Daly
- Montage : George Folsey Jr.
- Décors et costumes : Franco-Giacomo Carbone
- Effets spéciaux de maquillage : Gregory Nicotero & Howard Berger
- Studio de production : Films Lions Gate, Screen Gems, Next Entertainment et Raw Nerve
- Sociétés de distribution : Lionsgate, Gaumont Columbia TriStar Films
- Pays de production : États-Unis
- Format : Couleurs - 2,35:1 - Dolby - 35 mm
- Genre : Horreur
- Durée : 93 minutes (version cinéma) / 94 minutes (version non-censurée)
- Dates de sortie :
  - Canada : Festival de Toronto : 17 septembre 2005
  - États-Unis : 6 janvier 2006
  - France : 1er mars 2006
  - Belgique : 26 avril 2006
- Interdit aux moins de 16 ans avec avertissement : De nombreuses images, d'une grande violence, peuvent impressionner les spectateurs en France lors de sa sortie en salles.
- Québec : 18+

## Distribution
Légende : Version Française = VF[réf. nécessaire] et Version Québécoise = VQ
- Jay Hernández (VF : Jérôme Pauwels ; VQ : Martin Watier) : Paxton
- Derek Richardson (VF : Jean-Christophe Dollé ; VQ : Benoit Éthier) : Josh
- Eyþór Guðjónsson (VF : Julien Sibre ; VQ : Patrick Chouinard) : Óli
- Barbara Nedeljáková (VQ : Camille Cyr-Desmarais) : Natalya
- Jana Kadeřábková (VQ : Violette Chauveau) : Svetlana
- Jan Vlasák : l'homme d’affaires néerlandais
- Jennifer Lim : Kana
- Keiko Seiko : Yuki
- Paula Wild : Monique
- Petr Janis : le chirurgien allemand
- Josef Bradna : le boucher
- Ľubomír Bukový (VQ : François Godin) : Alexei
- Jana Havlíčková : Vala
- Vanessa Jungová : Saskia (photo et fin alternative uniquement, sans dialogues)
- Radomil Uhlíř : le manager défoncé
- Philip Waley : Alfie
- Mark Taylor : Brucey
- Nick Roe : Stan
- Rick Hoffman (VQ : Sylvain Hétu) : le tortionnaire de Kana
- Takashi Miike (VQ : Marc Bellier) : un riche homme d'affaires
- Eli Roth (caméo) : un client du hasch-bar
- Gabriel Roth : Sir Robert Wappus
- Ashley Robbins : la fille sans amis qui pleure dans le bus

## Production

### Genèse
Les trailers et jaquettes DVD présentent le film comme « inspiré de faits réels ». Le film est en fait né d'une découverte du webmaster Harry Knowles qui parla au futur réalisateur, Eli Roth, d'un site internet thaïlandais faisant la publicité de « vacances meurtrières », proposant aux candidats la possibilité de torturer et tuer quelqu'un pour dix mille dollars. Roth s'est servi de cette idée de départ pour rédiger son scénario, mais il ignore cependant si la source de ce site internet est réelle ou constitue un canular.

### Tournage
- Le tournage s'est déroulé du 21 mars au 6 mai 2005 à Prague, Poříčany et en Allemagne.
- Près de 570 litres de faux sang humain furent utilisés durant le tournage.

### Montage
Il existe une fin alternative, incluse dans le montage Director's Cut : Paxton ne tue pas le hollandais mais enlève sa fille. Le dernier plan, montrant Paxton la main sur la bouche de l'enfant, laisse le spectateur spéculer quant à ses motivations et ce qu'il projette de lui faire.

## Bande originale
- The Surgeon, composé par Eli Roth
- 5 Seconds, interprété par Shortie
- Oddity, interprété par The Phonosapiens
- Some Kinda Freak, interprété par Mephisto Odyssey
- Massacre, interprété par The Dwarves
- Guten Abend, composé par Johannes Brahms
- We Ain't Fuckin' wit Y'All, interprété par C-BO
- Pravda víťazí, interprété par Tublatanka
- Stužková, interprété par Elán
- V slepých uličkách, interprété par Meky Žbirka et Marika Gombitová
- How Do, composée par Paul Giovanni, interprétée par Sneaker Pimps
- Třetí galaxie, interprété par Michal David et Kroky Františka Janečka (reprise de la chanson Stella stai d'Umberto Tozzi)
- Držím ti miesto, interprété par Team
- Dark Eyes, interprété par National Tatarstan Orchestra & Choir

## Accueil

### Autorités slovaques
Hostel dépeint la Slovaquie comme un pays dépravé, où règnent la violence, la mafia, la prostitution, la corruption des policiers et les gangs de tziganes voleurs et racketteurs. Les autorités slovaques ont été choquées par cette représentation d'un film qui a en outre été entièrement tourné en République tchèque, notamment à Český Krumlov où le musée des tortures présent dans le film existe réellement. Le quotidien Sme s'indigne notamment du fait que : « La Slovaquie est représentée comme un pays arriéré et ce qui est pire, nos belles jeunes filles comme les dernières p… ». Pour le député de centre droit Tomáš Galbavý, membre de la Commission de la culture, « C'est une monstruosité qui ne reflète aucunement la réalité et ne peut que nuire à la bonne renommée de la Slovaquie. Je suis vexé par ce film, je pense que tous les Slovaques doivent se sentir vexés ». Le réalisateur s’est expliqué lors d’une conférence de presse tenue à Prague: « J’ai choisi la Slovaquie car les Américains ne savent même pas que ce pays existe ! Quand j’ai dit à des amis que j’allais tourner à Prague, ils m’ont répondu : « Oh, la Tchécoslovaquie ! Emporte du papier hygiénique ! » Ils pensent que c'est un pays communiste comme dans les années 1950. Je savais que les Américains ne feraient pas la différence entre la République tchèque, la Slovaquie et la Tchécoslovaquie. Je joue avec les stéréotypes qu’ils ont dans la tête. »

### Box-office
| Pays ou région | Box-office      | Date d'arrêt du box-office | Nombre de semaines |
| -------------- | --------------- | -------------------------- | ------------------ |
| États-Unis     | 47 326 473 $    | 16 février 2006            | 6                  |
| France         | 261 825 entrées | 28 mars 2006               | 4                  |
| Monde          | 80 578 934 $    | 28 mars 2006               | -                  |

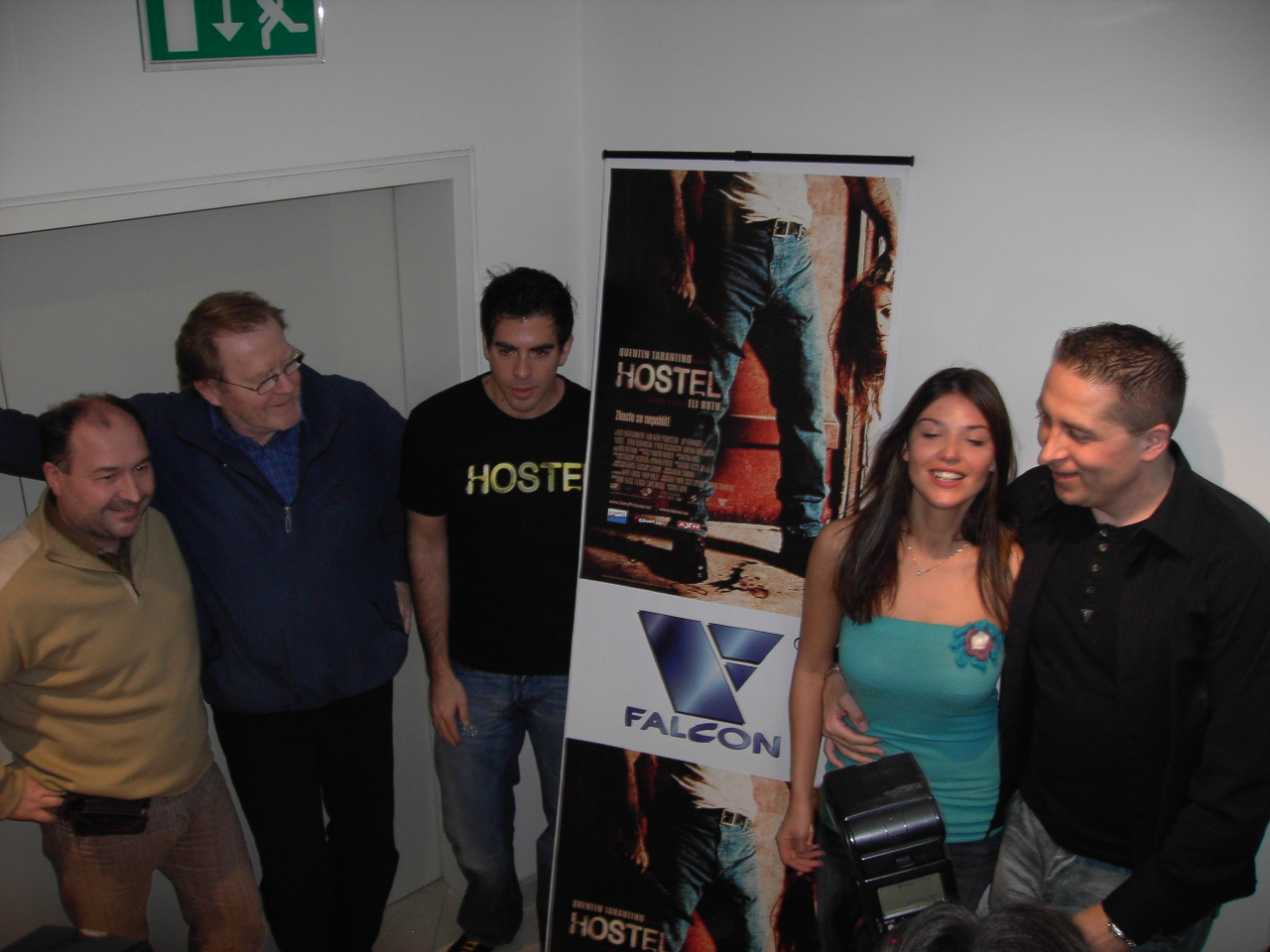
L'équipe du film, lors de la première en République tchèque, en 2006.

Plus que le premier film du cinéaste, Cabin Fever, le film a été produit avec un petit budget et a été très profitable, faisant fructifier presque dix fois son budget et cela seulement aux États-Unis. En un week-end d'ouverture aux États-Unis il s’est placé en première position pour un chiffre d'affaires de 19,5 millions de dollars[réf. nécessaire].

## Autour du film
- En hommage à Quentin Tarantino, producteur exécutif du film, on peut voir dans Hostel un court extrait de Pulp Fiction doublé en slovaque.

### SagaHostel
- 2005 : Hostel d'Eli Roth
- 2007 : Hostel, chapitre II (Hostel: Part II) d'Eli Roth
- 2011 : Hostel, chapitre III (Hostel: Part III) de Scott Spiegel